# Virsliga 2012
La Virsliga 2012 fue la 22.ª edición del torneo de fútbol más importante de Letonia que se jugó del 24 de marzo al 10 de noviembre y que contó con la participación de 10 equipos.
El FC Daugava gana su primer título de liga.

## Participantes
| Club                  | Ciudad     | Estadio                            | Capacidad |
| --------------------- | ---------- | ---------------------------------- | --------- |
| FC Daugava            | Daugavpils | Daugava Stadium                    | 4100      |
| FK Daugava Rīga       | Riga       | Daugava Stadium                    | 5000      |
| FB Gulbene            | Gulbene    | Gulbenes Sporta Centrs             | 1500      |
| FK Jelgava            | Jelgava    | Zemgales Olimpiskais Sporta Centrs | 2200      |
| FC Jūrmala            | Jūrmala    | Slokas Stadium                     | 5000      |
| SK Liepājas Metalurgs | Liepāja    | Daugava Stadium                    | 5083      |
| FS Metta/LU           | Riga       | Rīgas 49. vidusskola Stadium       | 250       |
| Skonto FC             | Riga       | Skonto Stadium                     | 10 000    |
| FK Spartaks Jūrmala   | Jūrmala    | Slokas Stadium                     | 5000      |
| FK Ventspils          | Ventspils  | Olimpiskais Stadium                | 3200      |

## Clasificación
| Pos. | Equipo                 | Pts. | PJ | G  | E  | P  | GF | GC | Dif. | Clasificación o descenso                      |
| ---- | ---------------------- | ---- | -- | -- | -- | -- | -- | -- | ---- | --------------------------------------------- |
| 1    | Daugava Daugavpils (C) | 78   | 36 | 23 | 9  | 4  | 64 | 25 | +39  | Segunda Ronda Clasificatoria Champions League |
| 2    | Skonto                 | 74   | 36 | 21 | 11 | 4  | 58 | 22 | +36  | Primera Ronda Clasificatoria Europa League    |
| 3    | Ventspils              | 74   | 36 | 23 | 5  | 8  | 63 | 22 | +41  | Primera Ronda Clasificatoria Europa League    |
| 4    | Liepājas Metalurgs     | 70   | 36 | 21 | 7  | 8  | 60 | 33 | +27  | Primera Ronda Clasificatoria Europa League    |
| 5    | Spartaks Jūrmala       | 49   | 36 | 13 | 10 | 13 | 61 | 56 | +5   |                                               |
| 6    | Jūrmala                | 39   | 36 | 10 | 9  | 17 | 47 | 49 | −2   |                                               |
| 7    | Jelgava                | 31   | 36 | 7  | 10 | 19 | 32 | 56 | −24  |                                               |
| 8    | METTA/LU               | 29   | 36 | 7  | 8  | 21 | 39 | 82 | −43  |                                               |
| 9    | Daugava Rīga (G)       | 27   | 36 | 5  | 12 | 19 | 42 | 79 | −37  | Playoff de Descenso                           |
| 10   | FB Gulbene (D)         | 24   | 36 | 5  | 9  | 22 | 28 | 70 | −42  | Descenso a la Primera Liga de Letonia         |

 Fuente: LFF:Virslīga 2012
Criterios de clasificación: 1) Puntos; 2) Puntos entre sí; 3) Gol diferencia entre sí; 4) Puntos; 5) Gol diferencia; 6) Goles anotados
Notas:
1. ↑  Ganador de la Latvian Football Cup 2012/13.

## Resultados
| Local \ Visitante     | DGD | GUL | JEL | FCJ | DGR | LIE | MLU | SKO | SPJ | VEN |
| --------------------- | --- | --- | --- | --- | --- | --- | --- | --- | --- | --- |
| FC Daugava Daugavpils |     | 3–0 | 2–0 | 2–0 | 3–1 | 0–0 | 2–0 | 1–1 | 1–0 | 3–0 |
| FB Gulbene            | 0–2 |     | 1–2 | 2–0 | 0–0 | 1–1 | 5–1 | 0–1 | 0–3 | 0–5 |
| Jelgava               | 1–2 | 0–1 |     | 0–2 | 3–4 | 0–2 | 1–4 | 1–2 | 1–3 | 0–2 |
| FC Jūrmala            | 6–1 | 2–2 | 0–0 |     | 1–1 | 0–2 | 0–0 | 3–3 | 0–1 | 1–2 |
| FK Daugava Rīga       | 0–4 | 2–2 | 1–0 | 1–1 |     | 1–3 | 1–0 | 1–1 | 1–2 | 1–4 |
| SK Liepājas Metalurgs | 2–0 | 0–1 | 1–1 | 2–0 | 1–0 |     | 3–2 | 0–1 | 1–2 | 0–0 |
| METTA/LU              | 1–1 | 0–0 | 1–1 | 0–2 | 0–3 | 4–1 |     | 1–2 | 2–1 | 1–6 |
| Skonto FC             | 3–0 | 4–1 | 2–3 | 1–0 | 1–0 | 0–1 | 5–0 |     | 1–0 | 1–0 |
| Spartaks Jūrmala      | 2–2 | 3–1 | 2–0 | 0–0 | 2–2 | 2–2 | 3–1 | 2–2 |     | 2–0 |
| Ventspils             | 1–2 | 3–0 | 0–1 | 1–1 | 2–0 | 0–3 | 1–0 | 0–0 | 3–2 |     |

| Local \ Visitante     | DGD | GUL | JEL | FCJ | DGR | LIE | MLU | SKO | SPJ | VEN |
| --------------------- | --- | --- | --- | --- | --- | --- | --- | --- | --- | --- |
| FC Daugava Daugavpils |     | 1–0 | 0–0 | 2–0 | 3–0 | 0–0 | 1–0 | 0–0 | 3–2 | 0–0 |
| FB Gulbene            | 1–3 |     | 0–1 | 0–1 | 2–1 | 1–3 | 0–3 | 0–4 | 0–1 | 1–2 |
| Jelgava               | 0–2 | 0–0 |     | 1–3 | 2–2 | 1–2 | 1–1 | 1–1 | 3–2 | 0–1 |
| FC Jūrmala            | 2–4 | 4–0 | 3–1 |     | 2–3 | 0–2 | 3–0 | 0–0 | 0–3 | 0–1 |
| Daugava Rīga          | 0–3 | 1–1 | 1–2 | 1–2 |     | 3–3 | 1–1 | 1–3 | 2–5 | 0–4 |
| SK Liepājas Metalurgs | 1–3 | 3–1 | 2–0 | 3–2 | 4–0 |     | 4–1 | 1–0 | 2–1 | 1–0 |
| METTA/LU              | 0–5 | 1–1 | 1–3 | 0–3 | 4–3 | 1–0 |     | 1–2 | 3–3 | 0–2 |
| Skonto FC             | 0–0 | 3–1 | 2–0 | 1–0 | 1–1 | 3–1 | 5–0 |     | 0–0 | 1–0 |
| Spartaks Jūrmala      | 0–3 | 2–2 | 1–1 | 4–2 | 2–2 | 0–3 | 3–4 | 0–1 |     | 0–3 |
| Ventspils             | 1–0 | 4–0 | 0–0 | 2–1 | 5–0 | 1–0 | 4–0 | 1–0 | 2–0 |     |

### Playoff de Descenso
| 14-11-2012 | FK Daugava Rīga | 1–0     | BFC Daugava | Daugava Stadium, Riga           |                                 |
|            | Broders 54'     | Reporte |             | Árbitro(s): Aleksandrs Golubevs | Árbitro(s): Aleksandrs Golubevs |

| 18-11-2012 | BFC Daugava    | 1–3 (Global 1-4) | FK Daugava Rīga                             | Daugava Stadium, Daugavpils  |                              |
|            | Ostrovskis 68' | Reporte          | 6' Gospodarjs · 21' Kapustas · 70' Kārkliņš | Árbitro(s): Andris Treimanis | Árbitro(s): Andris Treimanis |